# Dragiša Cvetković
Dragiša Cvetković (en sèrbi: Драгиша Цветковић), fou un polític serbi, Primer Ministre del Regne de Iugoslàvia entre 1939 i 1941.
Nascut el 15 de gener de 1893 a Niš, fou alcalde d'aquesta ciutat en diverses ocasions. Durant el Regne de Iugoslàvia, va ser nomenat Primer Ministre en substitució de Milan Stojadinović, i tal com declarà en una sessió especial del Parlament, resoldre la qüestió croata era la prioritat del seu gabinet.
Negociant amb el Partit Camperol Croat (HSS), s'inclinà en favor de la descentralització, i gràcies al seu Acord del 26 d'agost de 1939 amb Vladko Maček, es creà la Banovina de Croàcia, i incorporà el HSS al seu govern.
Els mesos següents, la política de Cvetkovic intenta sense èxit preservar Iugoslàvia de la participació directa en la Segona Guerra Mundial, però el 25 de març de 1941, sota la pressió de Hitler, Dragiša Cvetkovic i el seu canceller van signar a Viena un acord de neutralitat de Iugoslàvia amb les països signataris del Pacte Tripartit. Aquesta decisió va provocar una reacció immediata als carrers de Belgrad, i dos dies després es produí un cop d'Estat organitzat pel general Borivoje Mirković i encapçalat pel general Dušan Simović, que derrocà el príncep regent Pau i nomenà Pere II com a rei de Iugoslàvia. Aquests fets desencadenaren la invasió alemanya i la creació de l'Estat independent de Croàcia.
El 25 de setembre de 2009, el Tribunal Regional Superior de Niš, va rehabilitar Cvetković en descàrrega de les acusacions que havia formulat el govern iugoslau el 1945. Es va reconèixer que, lluny d'haver volgut signar l'adhesió de Iugoslàvia al Pacte Tripartit, Cvetković tenia el mandat per negociar la neutralitat amb les potències de l'Eix. Aquesta neutralitat havia de garantir la integritat territorial de Iugoslàvia, amb exclusió de tota participació en l'esforç militar iguslau en la guerra nazi, i de privar a les tropes de l'Eix de qualsevol tipus de transport pel territori de Iugoslàvia. En 64 anys, ni l'acusació ni el judici de Dragiša Cvetković del 1945 s'han fet mai públics.